# 해리 대번포트
해리 대번포트(Harry Davenport, 1866년 1월 19일 ~ 1949년 8월 9일)는 미국의 배우, 영화 감독, 연극 배우, 영화배우이다.

## 영화
- 라이딩 하이 (1950년)
- 다운 투 더 씨 인 쉽스 (1949년)
- 작은 아씨들 (1949년)
- 댓 레이디 인 어민 (1948년)
- 쓰리 다링 다터스 (1948년)
- 포 더 러브 오브 메리 (1948년)
- 댓 하겐 걸 (1947년)
- 독신남 (1947년)
- 농부의 딸 (1947년)
- 래시의 용기 (1946년)
- 쉬 우든트 세이 예스 (1945년) - 알버트 역
- 모험 (1945년)
- 키스밋(영어판) (1944년)
- 세인트 루이스에서 만나요 (1944년) - 할아버지 역
- 백만인의 음악 (1944년)
- 셴티타운 (1943년)
- 더 어메이징 미시즈 홀리데이 (1943년)
- 프린세스 오루크 (1943년)
- 12월 7일 (1943년)
- 옥스보우 인서던트 (1943년)
- 웨스트 포인트에서 온 열 명의 신사 (1942년)
- 킹스 로우 (1942년)
- 운명의 향연 (1942년)
- 아이 원티드 윙스 (1941년)
- 한 발은 천국에 (1941년)
- 투 매니 허즈번드 (1940년)
- 해외 특파원 (1940년) - 파워즈 사장 역
- 올 디스 엔드 헤븐 투 (1940년)
- 럭키 파트너 (1940년)
- 유아레즈 (1939년)
- 바람과 함께 사라지다 (1939년)
- 노틀담의 꼽추 (1939년)
- 파리의 분노 (1938년)
- 카우보이와 숙녀 (1938년)
- 마리 앙투아네트 (1938년)
- 우리 집의 낙원 (1938년) - 판사 역
- 데이 원트 포겟 (1937년) - 컨페더럿 베터런 역
- 메이타임 (1937년)
- 에밀 졸라의 생애 (1937년)
- 쓰리 멘 온 어 호스 (1936년) - 윌리엄스 역
- 악당 (1935년)